# Nneka
Ннека Люсія Егбуна (нар. 24 грудня 1980) — нігерійська співачка, авторка пісень і акторка, відома як Nneka. Співає англійською, ігбо та нігерійською мовою підгін.

## Ранні роки
Ннека Люсія Егбуна народилася та виросла у Варрі, штат Дельта, Нігерія, у родині німкені й нігерійця. Вона наймолодша з чотирьох братів і сестер. Мати покинула сім'ю, коли Ннеці було два роки. Батько одружився вдруге, і мачуха ставилася до дітей погано, особливо двох молодших — Ннеку та її брата Анатоля.
У 1999 році Ннека переїхала до Гамбурга, рідного міста матері. Спочатку жила в резиденції для шукачів притулку неподалік від аеропорту. Згодом переїхала в комунальне житло для молоді. Дуже швидко вивчила німецьку, а через півтора року отримала атестат середньої школи, склавши випускний курс для тих, хто не володіє німецькою. Після закінчення середньої школи вивчала антропологію та африканські дослідження в Гамбурзькому університеті, одночасно займаючись музикою. Згодом почала виступати на сцені андеграундного танцю, щоб профінансувати своє навчання.

## Кар'єра

### 2003—2007: Рання кар'єра таVictim of Truth
Nneka вперше привернула увагу громадськості у 2004 році, коли виступала на розігріві для зірки танцювального регі Шона Пола у Hamburg Stadtpark, і після великого визнання оголосила про наміри записати перший альбом. Після випуску свого дебютного EP The Uncomfortable Truth вона вирушила у перший тур у квітні 2005 року, відіграючи концерти в Німеччині, Австрії та Швейцарії. У 2005 році дебютний альбом Nneka Victim of Truth, випущений в Європі, Нігерії та Японії. Зібравши захоплені відгуки у ЗМІ, британська Sunday Times пізніше оголосила Victim of Truth «найбільш злочинним альбомом року». Попри загальне визнання, платівка не потрапила в чарти. Однак Nneka насолоджувалася тривалим і успішним періодом гастролей, виступаючи з товаришем по лейблу Патрісом Барт-Вільямсом.
У 2006 році Nneka також виступала на німецькій телевізійній мережі WDR, де виконала свій сингл «Gypsy», а танцювальна група виконувала танцювальну програму, над якою вони працювали спеціально для цієї пісні.

### 2008—2011:No Longer at EaseтаConcrete Jungle
У лютому 2008 року Nneka випустила другий альбом No Longer at Ease. Назва альбому взята з однойменного роману Чинуа Ачебе і відбиває ліричний зміст платівки. Багато пісень є політичними, розповідають про тяжке становище дельти Нігеру та корупцію на батьківщині Nneka. No Longer at Ease поєднує політичне та особисте у «переможному поєднанні соулу, хіп-хопу та регі». Головний сингл із платівки «Heartbeat» став першою піснею Nneka, що потрапила до німецького топ-50. У вересні 2009 року пісня увійшла до UK Singles Chart під номером 20. З того часу на «Heartbeat» кілька разів робили ремікси, зокрема Chase & Status, а Ріта Ора взяла семпл для свого синглу «R.I.P.», який очолив хіт-паради.
У наступні місяці Nneka гастролювала у Франції, Італії та Португалії, а також підтримувала Ленні Кравіца під час його французького туру у квітні 2009 року.
Nneka була номінована в трьох категоріях на премію Channel O Music Video Awards 2009 і отримала нагороду як найкращий африканський виконавець на MOBO Awards 2009.
Наприкінці 2009 року вона була обрана одним із журналів Beyond Race Magazine «50 Emerging Artists», що призвело до того, що вона отримала місце в номері 11 видання (з Bodega Girls та Дж. Коулом на обкладинці).
У листопаді 2009 року Nneka розпочала перший концертний тур Сполученими Штатами, де виступала з концертами в Нью-Йорку, Бостоні, Філадельфії, Лос-Анджелесі та Сан-Франциско. Крім того, була спеціальною гостею на The Roots Jam session. Її перший реліз у США, Concrete Jungle, призначений на 2 лютого 2010 року, а альбом посів номер 57 у чарті найкращих альбомів R&B/Hip-Hop і на 18 у чарті альбомів Heatseekers, де він провів загалом п'ять тижнів.
У січні 2010 року Nneka з'явилася в Late Show з Девідом Леттерманом у Нью-Йорку, перш ніж розпочати тур по США, а в червні наступного року перемогла в категорії регі на Museke Online Africa Music Award 2010 зі своєю піснею «Africans».
Nneka гастролювала з Nas і Damian Marley для їхнього альбому Distant Relatives. Її трек «Heartbeat» був реміксований з Nas і був випущений через iTunes 5 жовтня 2010 року.
Nneka записала пісню для Чемпіонату світу з футболу 2010 року в Південній Африці під назвою «Viva Africa»; пісня є даниною пам'яті першому мундіалю на африканській землі.
У 2010 році Nneka виграла нагороду як найкращий артист з корінного населення Нігерії на церемонії вручення премії Nigerian Entertainment Awards, яка проходила в Нью-Йорку. Відтоді вона кілька разів вигравала нагороду NEA як найкращий міжнародний артист.
Nneka з'явилася в нігерійському драматичному фільмі Relentless, співпродюсером і режисером якого став Енді Амаді Окороафор. Relentless випущений 13 жовтня 2010 року на Лондонському кінофестивалі BFI.
У 2011 році Nneka була представлена разом із Зіггі Марлі у пісні «Express Yourself», спродюсованої для фільму Beat the World.

### 2012–дотепер:Soul is HeavyтаMy Fairy Tales
У березні 2012 року Nneka з'явилася на BET 106 & Park Music Matters. На шоу вона виконала живий акустичний сет з одним з найкращих афро-акустичних акустичних гітаристів Нігерії Клефнайтом і Black Thought, фронтменом і репером популярної хіп-хоп групи The Roots.
Nneka записала альбом Soul Is Heavy в Нігерії, альбом випущений у березні 2012 року. Soul is Heavy увійшов у чарти Франції, Австрії, Німеччини, Швейцарії. Найуспішніший сингл альбому «Shining Star» зайняв перше місце в чартах.
У 2012 році Nneka співпрацювала з американським брендом взуття та одягу Reebok. У травні 2013 року вона з'явилася на False Idols від Tricky.
Наступний альбом Nneka My Fairy Tales вийшов у 2015 році. У 2022 році випущений альбом Love Supreme — йому передував вихід у 2021 році шести синглів: «Love Supreme»,  «Tea?», «Yahweh», «This Life», «With You» та «Maya».

## Музичний стиль
Попри те, що Nneka співає більше, ніж реп, вона називає хіп-хоп основним музичним корінням і найважливішим джерелом натхнення, посилаючись на таких виконавців, як Фела Куті та Боб Марлі, а також сучасних реперів Моса Дефа, Таліба Квелі та Лорін Гілл.
Її тексти відображають частину її життя в Нігерії, а також час, проведений у Західній Європі. Її пісні наголошують на проблемах капіталізму, бідності та війни та часто насичені моральними та біблійними посланнями та посиланнями, а деякі музичні коментатори порівнюють її з Ерікою Баду, Нене Черрі та Floetry.

## Дискографія

### Студійні альбоми
- 2005: Victim of Truth
- 2008: No Longer at Ease
- 2010: Concrete Jungle
- 2012: Soul Is Heavy
- 2015: My Fairy Tales
- 2022: Love Supreme

### Збірники
- 2009: To and Fro
- 2009: The Madness

### EP
- 2005: The Uncomfortable Truth
- 2010: Heartbeat EP (featuring Nas)
- 2022: About Guilt